# گو وون هی
گو وون هی (کره‌ای: 고원희؛ زادهٔ کیم وون-هی در ۱۲ سپتامبر ۱۹۹۴) بازیگر اهل کره جنوبی است. گو حرفهٔ سرگرمی خود را به عنوان یک مدل تبلیغاتی در سال ۲۰۱۱ آغاز کرد و تبدیل به جوانترین مدل آسیانا ایرلاینز شد. او سپس بازیگری را آغاز کرد و از آن زمان در فیلم‌ها و مجموعه‌های تلویزیونی مانند قصر خون: جنگ گل‌ها (۲۰۱۳)، گربهٔ عزیز من (۲۰۱۴)، خنده در وایکیکی (۲۰۱۸)، عطر (۲۰۱۹) و حقیقت تلخیص شده ایفای نقش کرده‌است. در سال ۲۰۱۵ او به اعضای اصلی ورایتی شوی اس‌ان‌ال کره پیوست.

## فیلم‌شناسی

### مجموعه‌ تلویزیونی
| سال       | عنوان                       | شبکه          | نقش                | توضیحات      | منابع  |
| --------- | --------------------------- | ------------- | ------------------ | ------------ | ------ |
| ۲۰۱۲      | خاکسپاری طبیعی              | ام‌بی‌ان        | چونگ آه (جوانی)    |              |        |
| ۲۰۱۳      | قصر خون: جنگ گل‌ها           | جی‌تی‌بی‌سی      | ملکه جانگ‌نیول      |              |        |
| ۲۰۱۳      | تیم برتر پزشکی              | ام‌بی‌سی        | یو نا یون          | مهمان        |        |
| ۲۰۱۴      | چو یونگ                     | اوسی‌ان        |                    |              |        |
| ۲۰۱۴      | گربهٔ عزیز من                | کی‌بی‌اس۱       | شین جی-اون         |              |        |
| ۲۰۱۵      | چهره پادشاه                 | کی‌بی‌اس۲       | ملکه این‌موک        |              |        |
| ۲۰۱۵      | زمانی که عاشق نبودیم        | اس‌بی‌اس        | یون مین جی         |              | [ ۵ ]  |
| ۲۰۱۵      | ستاره‌ها می‌درخشند            | کی‌بی‌اس۲       | جو بونگ هی         |              | [ ۶ ]  |
| ۲۰۱۷      | قویترین پیک                 | کی‌بی‌اس۲       | لی جی یون          |              | [ ۷ ]  |
| ۲۰۱۷–۲۰۱۸ | بهترین لحظهٔ ترک شغل خود     | لایف‌تایم آسیا | یون جی             |              | [ ۸ ]  |
| ۲۰۱۸      | خنده در وایکیکی             | جی‌تی‌بی‌سی      | کانگ سو جین        |              | [ ۹ ]  |
| ۲۰۱۸      | ملکه سازان پنهان            | ناور تی‌وی کست | آن گونگ جو         |              | [ ۱۰ ] |
| ۲۰۱۸      | خدمتکار تو                  | کی‌بی‌اس۲       | یون سانگ آه        |              | [ ۱۱ ] |
| ۲۰۱۹      | عطر                         | کی‌بی‌اس۲       | مین یه رین         |              | [ ۱۲ ] |
| ۲۰۱۹      | خدمه گل: آژانس ازدواج چوسان | جی‌تی‌بی‌سی      | کانگ جی هوا        |              |        |
| ۲۰۲۰      | بی‌نظیر! سرآشپز ماه          | چنل ای        | یو یو جین / یو بلا |              |        |
| ۲۰۲۱      | خواهران انقلابی             | کی‌بی‌اس۲       | لی گوانگ ته        |              | [ ۱۳ ] |
| ۲۰۲۱      | با وجود اینکه می‌دانم        | جی‌تی‌بی‌سی      |                    | حضور افتخاری | [ ۱۴ ] |
| ۲۰۲۳      | عاشق اینم که ازت متنفر باشم | نتفلیکس       | شین نا اون         |              | [ ۱۵ ] |